# Metadasydytes quadrimaculatus
Metadasydytes quadrimaculatus is een buikharige uit de familie Dasydytidae. Het dier komt uit het geslacht Metadasydytes. Metadasydytes quadrimaculatus werd in 1971 voor het eerst wetenschappelijk beschreven door Roszczak. 